# Chacornac (cratère)
Pour les articles homonymes, voir Chacornac.
Chacornac est un cratère d'impact lunaire situé juste à l'est de la Mare Serenitatis. Il se trouve sur le bord sud du grand cratère Posidonius. Il se trouve au nord du cratère Le Monnier. Le contour du cratère Chacornac est peu érodé avec une forme pentagonale. Le sol est irrégulier et inégal et possède un système de failles appelé Rimae Chacornac. Il n'y a pas de pic central mais un petit cratère satellite "Chacornac A". 
En 1935, l'Union astronomique internationale lui a attribué le nom de Chacornac en l'honneur de l'astronome français Jean Chacornac.

## Cratères satellites
Par convention, les cratères satellites sont identifiés sur les cartes lunaires en plaçant la lettre sur le côté du point central du cratère qui est le plus proche de Chacornac.
| Chacornac | Latitude | Longitude | Diamètre |
| --------- | -------- | --------- | -------- |
| A         | 29.8° N  | 31.5° E   | 5 km     |
| B         | 29.8° N  | 31.9° E   | 6 km     |
| C         | 30.8° N  | 32.6° E   | 4 km     |
| D         | 30.6° N  | 33.6° E   | 26 km    |
| E         | 29.4° N  | 33.7° E   | 22 km    |
| F         | 29.2° N  | 32.9° E   | 26 km    |